# La Palma
För andra betydelser, se La Palma (olika betydelser).
Ej att förväxla med staden Las Palmas i samma ögrupp.
La Palma är den nordvästligaste ön i den spanska ögruppen Kanarieöarna. Den ligger i Atlanten utanför Afrikas nordvästra kust och har en yta på 706 km². På ön bor omkring 85 000 invånare. Ön blev 2002 förklarad av Unesco som biosfärområde.
La Palma är en vulkanö som byggts upp av vulkanutbrott under tre miljoner år. Ön är den vulkaniskt mest aktiva bland Kanarieöarna. Ett omfattande utbrott inträffade hösten 2021, då 12 kvadratkilometer täcktes av lava och förstörde fler än 1300 bostäder. Omkring 7000 människor tvingades evakuera.

## Historia
Ursprungsinvånarna på La Palma var guancher som hade en neolitisk kultur med uppdelning i flera stammar med en hövding och utan jordbruk. Deras namn på ön var Benahoare. Kvarlevorna från deras kultur är framför allt grottorna de bodde i, hällristningar vilka är mystiska ingraveringar av vad som kan vara gudadyrkan samt de stenbelagda lederna genom bergen. Efter den spanska ockupationen av La Palma försvann ursprungsbefolkningen helt då de införlivades med den spanska befolkningen.
Även om många historiker tror att Kanarieöarna var kända redan av fenicierna, grekerna och antikens romare (som gav ön namnet Junonia) så är det bevisat att genuesaren Lancelotto Malocello nådde arkipelagen 1312. 1404 påbörjade spanjorerna erövringen av öarna. Även om den första landsättningen på La Palma var 1405 så dröjde det till 1493 och flera blodiga slag innan det sista motståndet hade besegrats. La Palmas erövrare var Alonso Fernández de Lugo som besegrade Tanausu, öns siste kung. Han styrde över området som kallades Acero (Caldera de Taburiente). Tanausu blev utsatt för ett bakhåll efter att han hade kommit överens om vapenstillestånd tillsammans med Fernández de Lugo och Juan de Palma, en guancher som hade konverterat till kristendomen och var släkt med Tanausu.

## Geografi

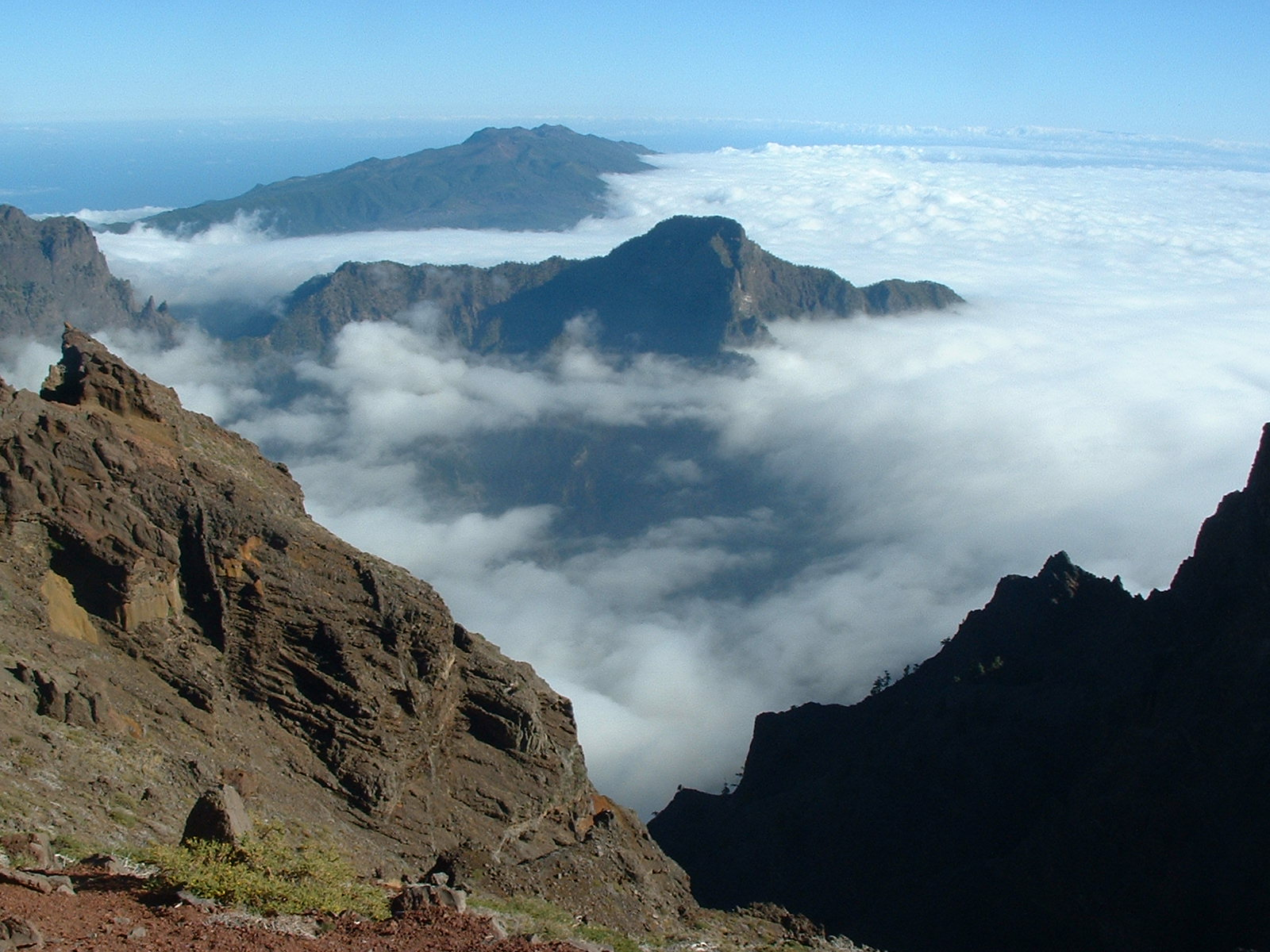
Caldera de Taburiente

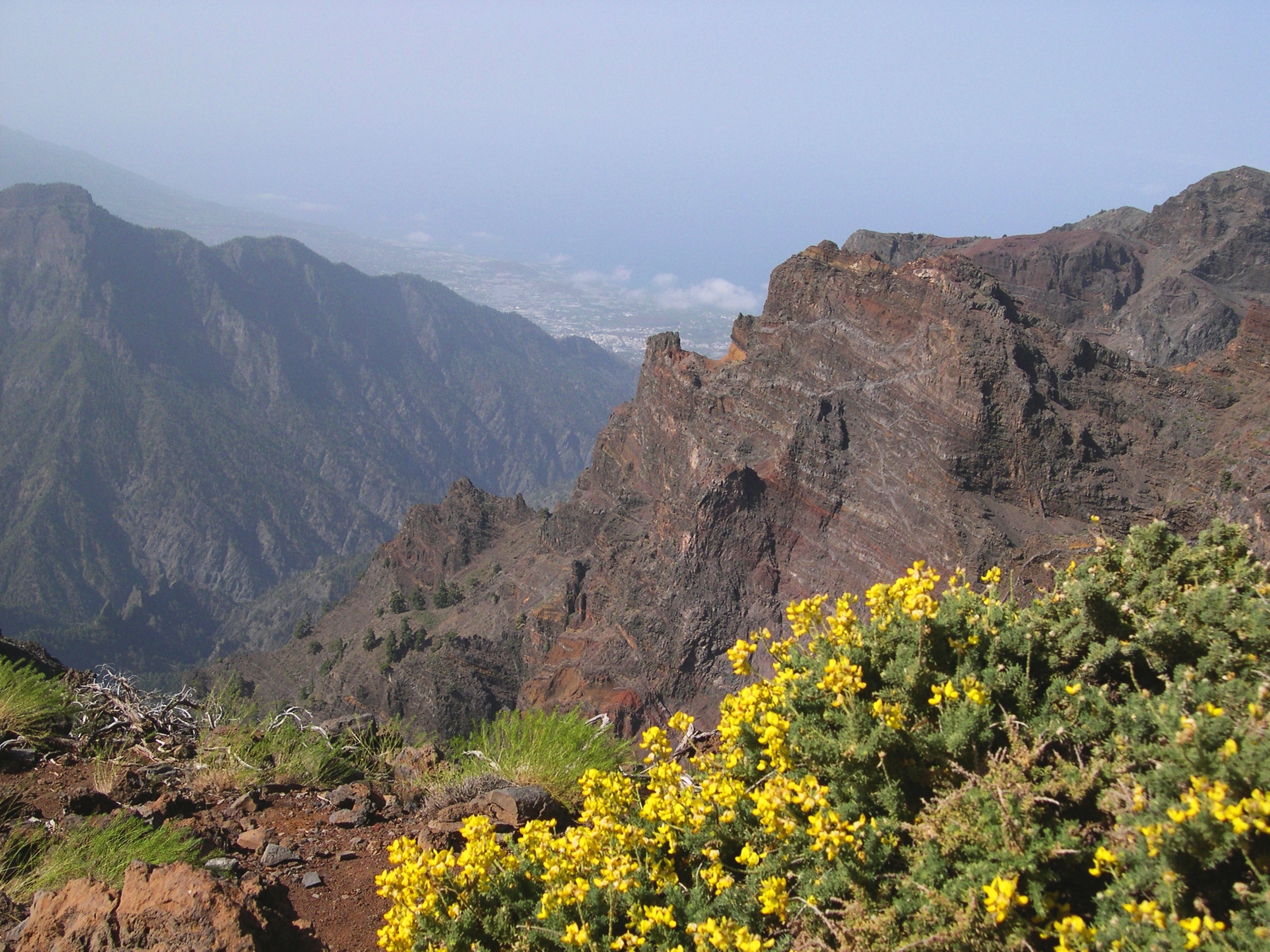
Roque de los Muchachos

Av öns 87 000 invånare bor 17 000 i huvudstaden Santa Cruz och omkring 21 000 (2008) i Los Llanos de Aridane.
La Palmas geografi är resultatet av vulkanutbrott som har bildat ön. De högsta topparna ligger på 2,4 kilometers höjd över havet. Relativt den omgivande havsbotten höjer sig La Palma över 5 km. 
Den norra delen av La Palma domineras av Caldera de Taburiente som är den största erosionskratern i världen med en bredd på 9 kilometer och ett djup på 1 500 meter. Denna del av ön är inte längre vulkaniskt aktiv, utan kalderan bildades för en halv miljon år sedan. På kalderans rand ligger La Palmas högsta berg heter, Roque de los Muchachos, med en höjd av 2 426 meter över havet. Det är bara till fots via den djupa dalen Barranco de las Angustias som det går att komma till de inre delarna av Caldera de Taburiente som är en nationalpark. Branterna på utkanten av bergen delas av flera klyftor som sträcker sig från 2 000 meters höjd ner till havet. Idag används endast ett fåtal av klyftorna för att leda vatten eftersom de flesta har ersatts av vattentunnlar.
Söderut från Kalderans ringberg sträcker sig den skogklädda bergsryggen Cumbre Nueva med en kam på cirka 1,5 km över havet. Huvudvägen mellan Santa Cruz och Los Llanos de Aridane, LP-3, går i tunnlar under bergsryggen.
Längre söderut ligger Cumbre Vieja, en aktiv vulkanisk rygg ner mot öns sydände. Här finns mer än ett dussin vulkaniska käglor som bildar ett ganska bisarrt landskap. På ryggens västra flank skedde ett stort utbrott under hösten 2021. 
La Palma domineras av färgerna blå, grön och svart. Blått är det omgivande havet. Grönt är den rikliga växtligheten som är den mest varierande på Kanarieöarna. Svart är de vulkaniska klipporna, som fortfarande fyller landskapet, och flera stränder som består av svart sand.
Öns huvudstad heter Santa Cruz de La Palma och ligger på öns östliga del.

## Vulkaniska utbrott

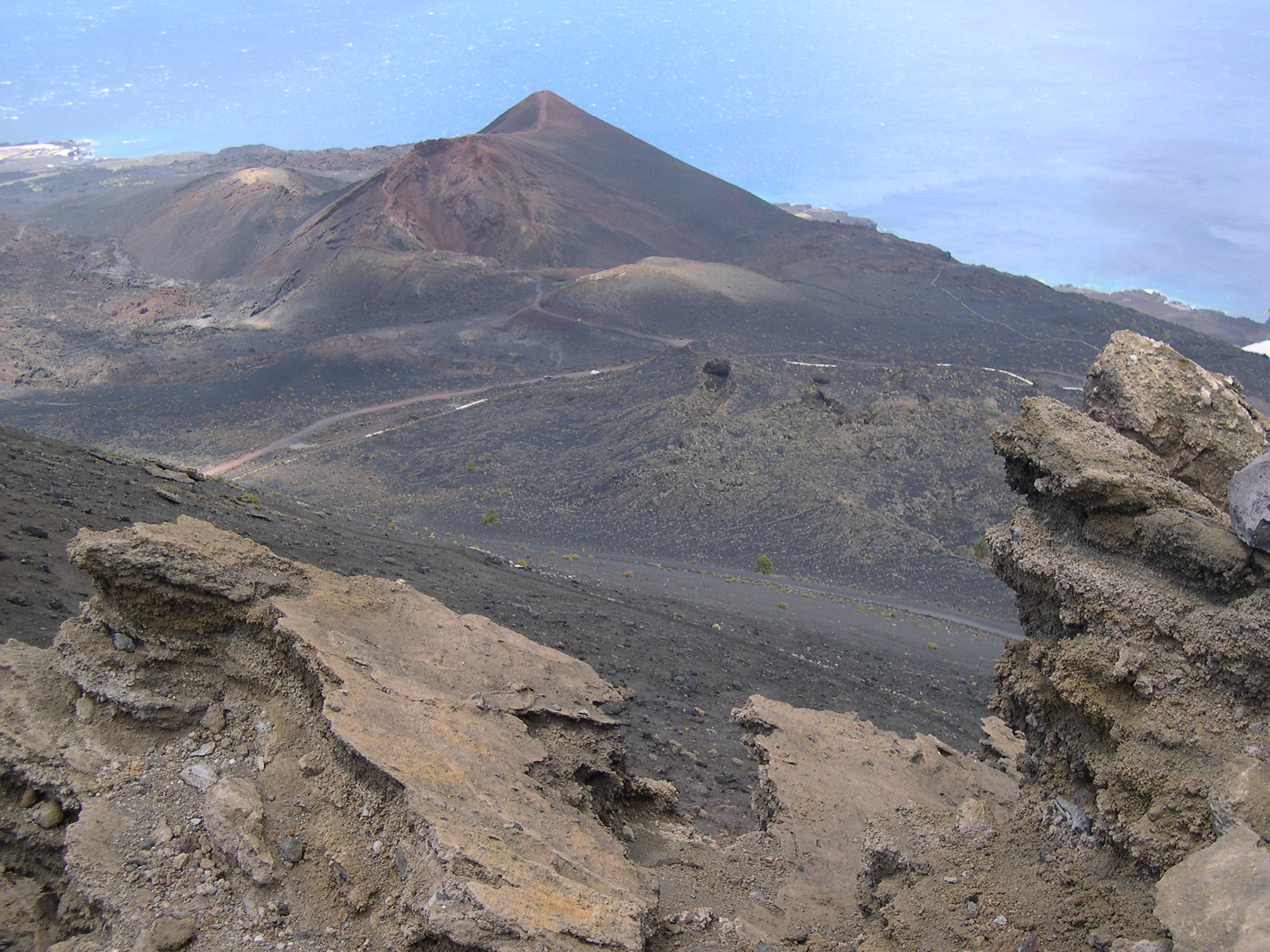
Vulkanen Teneguía

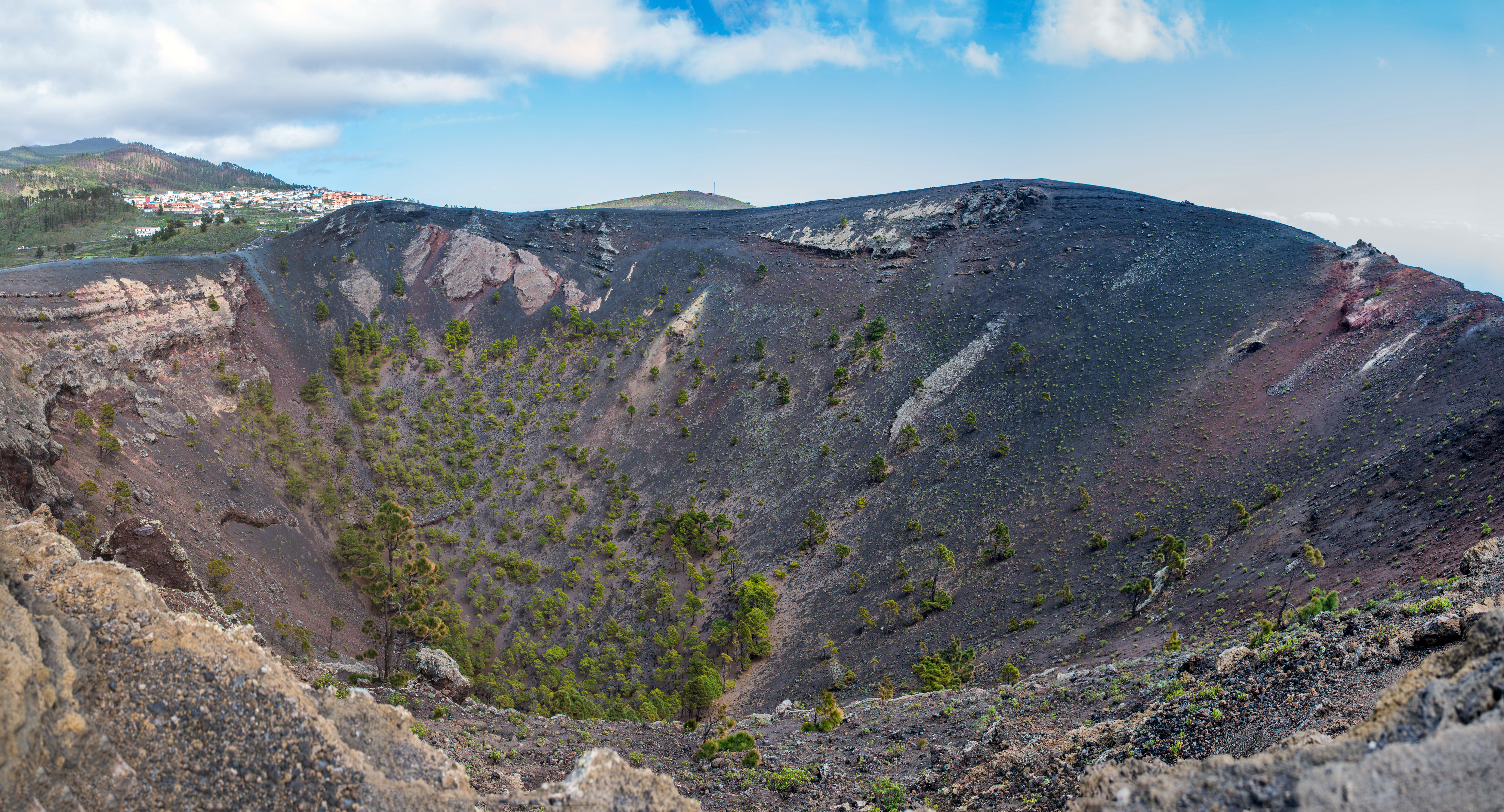
Krater vid utbrottsplatsen för San Antonio

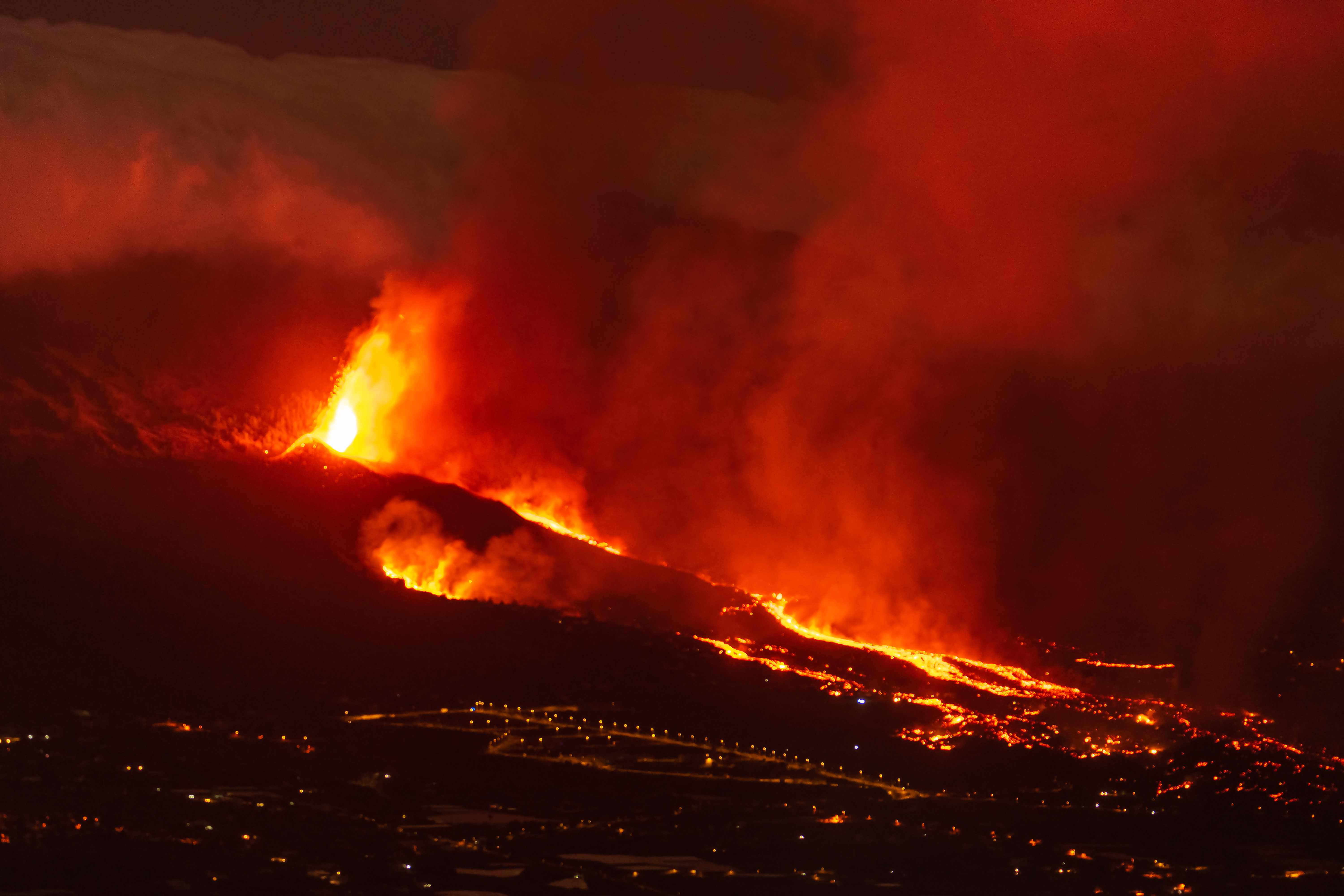
Utbrott av vulkanen Cabeza de Vaca den 20 september 2021

Liksom övriga öar i arkipelagen bildades La Palma som ett sjöberg av vulkaniska aktiviteter. La Palma som bildades för 3 miljoner år sedan är den av Kanarieöarna som har den högsta vulkaniska aktiviteten. För 500 000 år sedan kollapsade vulkanen Taburiente under ett jordskred och bildade Caldera de Taburiente. Alla historiska utbrott har skett på vulkanryggen Cumbre Vieja på södra halvan av ön, med följande kända utbrott:
- 1470–1492 Montaña Quemada
- 1585 Tajuya (nära El Paso)
- 1646 Volcán San Martin
- 1677 Volcán San Antonio
- 1712 El Charco
- 1949 Volcán San Juan, Duraznero, Hoyo Negro; Se avsnitt nedan.
- 1971 Volcán Teneguía
- 2021 Volcán Cabeza de Vaca eller Volcán Tajogaite (flera namn förekommer); Se avsnitt nedan.

### 1949 års utbrott
Under vulkanutbrottet 1949 åkte den västra halvan av Cumbre Vieja-ryggen flera meter ner i Atlanten. Forskare tror att den händelsen orsakades av ett högt tryck från magma som förångat vatten i öns inre struktur. 

### 2021 års utbrott
Utbrottet hösten 2021 är det längsta rapporterade på La Palma. Det varade från den 19 september till den 13 december. Lava strömmade ner på västra flanken av ryggen Cumbre Vieja, några kilometer söder om Los Llanos de Aridane, öns största stad. Lavan täckte 12,5 km2 av terrängen och förstörde fler än 1300 bostäder. Staden Todoque förstördes helt. Omkring 7000 människor tvingades evakuera området.

### Spekulativ framtida megatsunami
Vid ett framtida utbrott kan den västra halvan av ön, som väger omkring 500 miljarder ton, åka ner i havet och orsaka en 1 kilometer hög megatsunami i regionen. Forskare befarar även att vågen fortsätter över Atlanten mot Karibien och de östra delarna av USA där den kommer att orsaka massförstörelse längs kustlinjen. Andra forskare tror dock att den västra sidan kommer att falla sönder i bitar i stället för att hela berget åker ner i Atlanten vid ett och samma tillfälle.
Megatsunamier skapas bara under speciella förhållanden som de som finns på sydvästra La Palma och de är mycket sällsynta. Det är möjligt att förebygga jordskredet genom att skapa ett dagbrott och fylla materialet i havet. Det är dock förenat med höga kostnader som skulle belasta ekonomin under en lång tid framåt.

## Städer
De två dominerande städerna på la Palma är:
- Santa Cruz de la Palma, cirka 17 000 invånare, på östra sida, öns huvudstad
- Los Llanos de Aridane, cirka 21 000 invånare, på öns västra sida

## Administrativ indelning

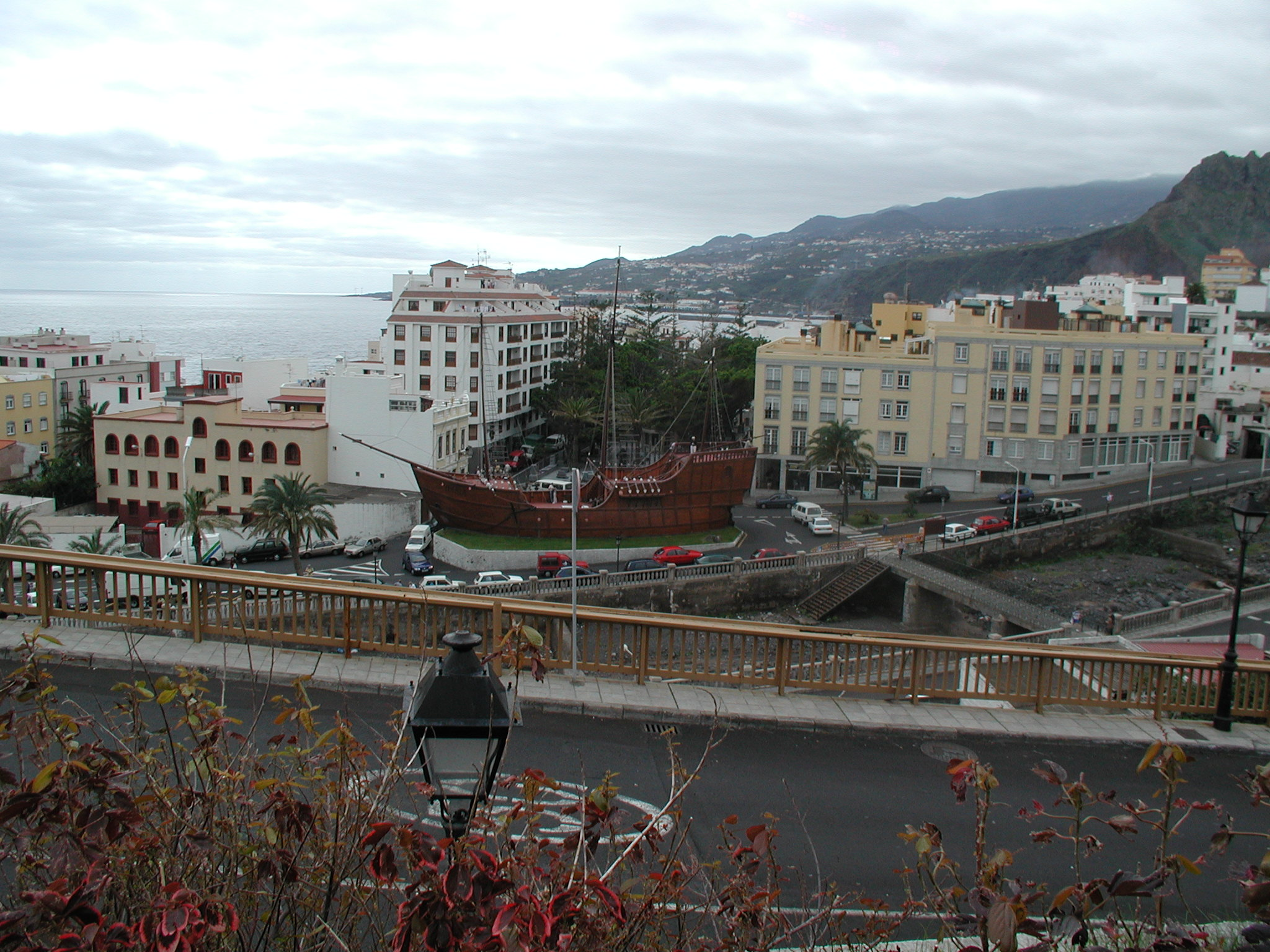
Santa Cruz

La Palma är en del av provinsen Santa Cruz de Tenerife. Ön är indelad i 14 kommuner:
| - Barlovento - Breña Alta - Breña Baja - Fuencaliente - Garafía - Los Llanos de Aridane - El Paso | - Puntagorda - Puntallana - San Andrés y Sauces - Santa Cruz de la Palma - Tazacorte - Tijarafe - Villa de Mazo |

## Vattentunnlar
De mest kända byggnadsverken på La Palma är vattentunnlarna som fraktar vatten från källor i bergen till städer, byar, och jordbruk (framför allt bananplantager och vinodlingar). La Palma har en stor tillgång på vatten på grund av molnen som skapas av passadvindarna. Tunnlarna byggdes in i bergen under flera hundra år och det går att följa vissa tunnlar genom vandringar vilket dock kan bli ett vått äventyr.

## Astronomiska observatorier

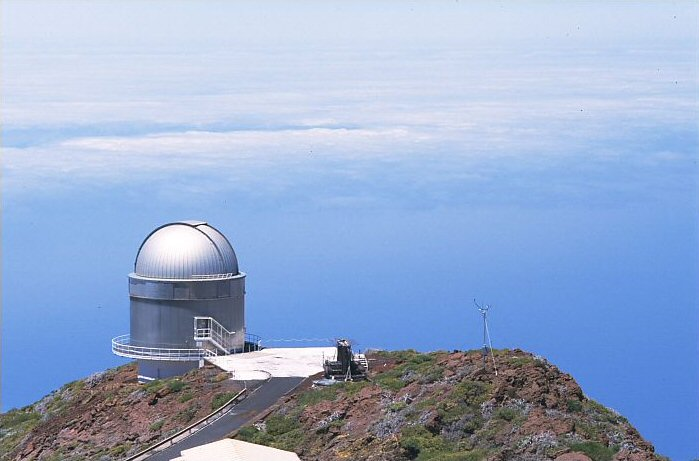
Nordic Optical Telescope

På grund av La Palmas läge och bergens höjd finns flera internationella observatorier byggda på Roque de los Muchachos. Den speciella geografiska positionen och klimatet gör att molnen ligger på 1000 till 2000 meters höjd och ger oftast observatorierna fri sikt uppåt. Vyn från toppen av vulkanen är oftast en matta av moln som täcker östra La Palma.
Ett av teleskopen på Roque de los Muchachos är svenskt.
- Isaac Newton Group of Telescopes (ING), har tre teleskop: 4,2 m William Herschel Telescope, 2,5 m Isaac Newton Telescope och 1 m Jacobus Kapteyn Telescope
- 2,5 m Nordic Optical Telescope (NOT)
- 1 m Svenska 1-m solteleskopet (SST), drivet av Institutet för solfysik
- 0,45 m Dutch Open Telescope (DOT)
- Ett 0,6 m optiskt teleskop
- Carlsberg Meridian Telescope (CMT)
- 1,2 m Mercator Telescope
- 2 m Liverpool Telescope
- 10,4 m Gran Telescopio Canarias (världens största teleskopspegel)
- 3,6 m Telescopio Nazionale Galileo (TNG)
- 17 m MAGIC Telescope, Tjerenkov-teleskop för att studera högenergiska gammastrålar

DOT och SST har byggts speciellt för att studera solen.